# Norvégia az 1972. évi nyári olimpiai játékokon
Norvégia az NSZK-beli Münchenben megrendezett 1972. évi nyári olimpiai játékok egyik részt vevő nemzete volt. Az országot az olimpián 15 sportágban 112 sportoló képviselte, akik összesen 4 érmet szereztek.

## Érmesek
| Érem  | Versenyző                                           | Sportág      | Versenyszám                |
| ----- | --------------------------------------------------- | ------------ | -------------------------- |
| Arany | Knut Knudsen                                        | Kerékpározás | Férfi egyéni üldözőverseny |
| Arany | Leif Jenssen                                        | Súlyemelés   | 82,5 kg                    |
| Ezüst | Frank Hansen Svein Thøgersen                        | Evezés       | Férfi kétpárevezős         |
| Bronz | Steiner Amundsen Tore Berger Jan Johansen Egil Søby | Kajak-kenu   | Férfi kajak négyes 1000 m  |

## Atlétika
Férfi
| Versenyző     | Versenyszám     | Előfutam | Előfutam | Előfutam | Negyeddöntő | Negyeddöntő | Negyeddöntő | Elődöntő | Elődöntő | Elődöntő | Döntő    | Döntő    |
| Versenyző     | Versenyszám     | Idő      | Hely.    | Össz.    | Idő         | Hely.       | Össz.       | Idő      | Hely.    | Össz.    | Idő      | Helyezés |
| ------------- | --------------- | -------- | -------- | -------- | ----------- | ----------- | ----------- | -------- | -------- | -------- | -------- | -------- |
| Audun Garshol | 100 m           | 10,49    | 3.       | 16.*     | 10,55       | 7.          | 28.         | kiesett  | kiesett  | kiesett  | kiesett  | kiesett  |
| Audun Garshol | 200 m           | 21,16    | 4.       | 26.      | 25,30       | 7.          | 36.         | kiesett  | kiesett  | kiesett  | kiesett  | kiesett  |
| Knut Børø     | 5000 m          | 14:15,8  | 10.      | 46.      |             |             |             |          |          |          | kiesett  | kiesett  |
| Per Halle     | 5000 m          | 13:38,6  | 3.       | 12.      |             |             |             |          |          |          | 13:34,38 | 7.       |
| Arne Risa     | 5000 m          | 14:01,6  | 7.       | 39.      |             |             |             |          |          |          | kiesett  | kiesett  |
| Arne Risa     | 10 000 m        | 28:31,74 | 7.       | 19.      |             |             |             |          |          |          | kiesett  | kiesett  |
| Sverre Sørnes | 3000 m akadály  | 8:54,8   | 11.      | 43.      |             |             |             |          |          |          | kiesett  | kiesett  |
| Jan Voje      | 3000 m akadály  | 8:42,0   | 7.       | 33.      |             |             |             |          |          |          | kiesett  | kiesett  |
| Jan Rolstad   | 20 km gyaloglás |          |          |          |             |             |             |          |          |          | 1:33:03  | 11.      |
| Kjell Lund    | 50 km gyaloglás |          |          |          |             |             |             |          |          |          | 4:34:23  | 24.      |

| Versenyző        | Versenyszám   | Selejtező | Selejtező | Döntő    | Döntő    |
| Versenyző        | Versenyszám   | Eredmény  | Helyezés  | Eredmény | Helyezés |
| ---------------- | ------------- | --------- | --------- | -------- | -------- |
| Finn Bendixen    | Távolugrás    | 761 cm    | 21.       | kiesett  | kiesett  |
| Kristen Fløgstad | Hármasugrás   | 16,41 m   | 8.        | 16,44 m  | 8.       |
| Bjørn Grimnes    | Gerelyhajítás | 77,54 m   | 12.       | 83,08 m  | 5.       |

Női
| Versenyző      | Versenyszám | Előfutam | Előfutam | Előfutam | Elődöntő | Elődöntő | Elődöntő | Döntő   | Döntő    |
| Versenyző      | Versenyszám | Idő      | Hely.    | Össz.    | Idő      | Hely.    | Össz.    | Idő     | Helyezés |
| -------------- | ----------- | -------- | -------- | -------- | -------- | -------- | -------- | ------- | -------- |
| Wenche Sørum   | 1500 m      | 4:14,10  | 4.       | 18.      | 4:09,70  | 7.       | 14.      | kiesett | kiesett  |
| Grete Andersen | 1500 m      | 4:16,00  | 6.       | 23.      | kiesett  | kiesett  | kiesett  | kiesett | kiesett  |

## Birkózás
Kötöttfogású
| Versenyző          | Versenyszám | 1. forduló                          | 2. forduló                                | 3. forduló                     | 4. forduló                        | 5. forduló                         | 6. forduló        | 7. forduló        | Döntő             | Helyezés    |
| Versenyző          | Versenyszám | Ellenfél Eredmény                   | Ellenfél Eredmény                         | Ellenfél Eredmény              | Ellenfél Eredmény                 | Ellenfél Eredmény                  | Ellenfél Eredmény | Ellenfél Eredmény | Ellenfél Eredmény | Helyezés    |
| ------------------ | ----------- | ----------------------------------- | ----------------------------------------- | ------------------------------ | --------------------------------- | ---------------------------------- | ----------------- | ----------------- | ----------------- | ----------- |
| Trond Martiniussen | 52 kg       | Fritz Huber (FRG) · kétvállas       | Jamsrangiin Mönkh–Ochir (MGL) · kétvállas | kiesett                        | kiesett                           | kiesett                            |                   |                   | kiesett           | helyezetlen |
| Harald Hervig      | 57 kg       | Varga János (HUN) · kétvállas       | Jørn Krogsgaard (DEN) · kétvállas         | visszalépett                   | kiesett                           | kiesett                            | kiesett           | kiesett           | kiesett           | helyezetlen |
| Harald Barlie      | 82 kg       | Matti Laakso (FIN) · 2-2            | Miroslav Janota (TCH) · 2-2               | Ion Gabor (ROU) · 2-2          | kiesett                           | kiesett                            |                   |                   | kiesett           | helyezetlen |
| Håkon Øverby       | 90 kg       | Günter Kowalewski (FRG) · kétvállas | Roland Andersson (SWE) · kétvállas        | Nicolae Neguţ (ROU) · 2-2      | Pércsi József (HUN) · 3-1         | Valerij Rezancev (URS) · kétvállas |                   |                   | kiesett           | 5.          |
| Tore Hem           | 100 kg      | Aimo Mäenpää (FIN) · 1-3            | Per Svensson (SWE) · kétvállas            | Nyikolaj Jakovenko (URS) · 3-1 | Khristo Ignatov (BUL) · kétvállas | kiesett                            |                   |                   | kiesett           | 6.          |

## Evezés
| Versenyző                                                                  | Versenyszám              | Előfutam | Előfutam | Vigaszág | Vigaszág | Elődöntő | Elődöntő | Döntő   | Döntő   | Döntő   | Helyezés    |
| Versenyző                                                                  | Versenyszám              | Idő      | Hely.    | Idő      | Hely.    | Idő      | Hely.    | Típus   | Idő     | Hely.   | Helyezés    |
| -------------------------------------------------------------------------- | ------------------------ | -------- | -------- | -------- | -------- | -------- | -------- | ------- | ------- | ------- | ----------- |
| Frank Hansen Svein Thøgersen                                               | Kétpárevezős             | 7:03,65  | 3.       | 7:03,71  | 1.       | 7:35,82  | 3.       | A       | 7:02,58 | 2.      |             |
| Erik Erichsen Åke Fiskerstrand                                             | Kormányos nélküli kettes | 7:34,89  | 2.       | 7:50,21  | 2.       | 7:57,27  | 5.       | B       | 7:40,55 | 4.      | 10.         |
| Rolf Andreassen Arne Bergodd Thor Egil Olsen (kormányos)                   | Kormányos kettes         | 8:00,56  | 5.       | 8:03,50  | 2.       | 8:30,29  | 5.       | B       | 7:58,45 | 1.      | 7.          |
| Ole Nafstad Tom Amundsen Kjell Sverre Johansen Svein Erik Nilsen           | Kormányos nélküli négyes | 6:53,27  | 2.       | 7:03,08  | 3.       | kiesett  | kiesett  | kiesett | kiesett | kiesett | helyezetlen |
| Alf Hansen Finn Tveter Tom Welo Petter Wærness Jørgen Cappelen (kormányos) | Kormányos négyes         | 7:05,75  | 5.       | 7:05,09  | 3.       | 7:32,51  | 5.       | B       | 7:07,85 | 3.      | 9.          |

## Íjászat
| Versenyző            | Versenyszám  | 1. forduló | 1. forduló | 2. forduló | 2. forduló | Összesítés | Összesítés |
| Versenyző            | Versenyszám  | Pont       | Hely.      | Pont       | Hely.      | Pont       | Helyezés   |
| -------------------- | ------------ | ---------- | ---------- | ---------- | ---------- | ---------- | ---------- |
| Johs Akkerhaugen     | Férfi egyéni | 1133       | 40.        | 1155       | 36.        | 2288       | 36.        |
| Jan Erik Humlekjær   | Férfi egyéni | 1164       | 30.        | 1175       | 26.        | 2339       | 32.        |
| Egil Borgen Johansen | Férfi egyéni | 1076       | 50.        | 1143       | 42.        | 2219       | 48.        |
| Brit Stav            | Női egyéni   | 1003       | 39.        | 926        | 40.        | 1929       | 40.        |

## Kajak-kenu

### Síkvízi
Férfi
| Versenyző                                           | Versenyszám         | Előfutam | Előfutam | Előfutam | Vigaszág | Vigaszág | Vigaszág | Elődöntő | Elődöntő | Elődöntő | Döntő   | Döntő    |
| Versenyző                                           | Versenyszám         | Idő      | Hely.    | Össz.    | Idő      | Hely.    | Össz.    | Idő      | Hely.    | Össz.    | Idő     | Helyezés |
| --------------------------------------------------- | ------------------- | -------- | -------- | -------- | -------- | -------- | -------- | -------- | -------- | -------- | ------- | -------- |
| Terje Wesche Per Blom                               | Kajak kettes 1000 m | kizárták | kizárták | kizárták | kiesett  | kiesett  | kiesett  | kiesett  | kiesett  | kiesett  | kiesett | kiesett  |
| Egil Søby Steiner Amundsen Tore Berger Jan Johansen | Kajak négyes 1000 m | 3:19,12  | 1.       | 5.       | erőnyerő | erőnyerő | erőnyerő | 3:08,71  | 1.       | 1.       | 3:15,27 |          |

## Kerékpározás

### Országúti kerékpározás
| Versenyző                                             | Versenyszám     | Idő             | Helyezés      |
| ----------------------------------------------------- | --------------- | --------------- | ------------- |
| Thorleif Andresen                                     | Mezőnyverseny   | 4:17:09 (+2:32) | 70.           |
| Arve Haugen                                           | Mezőnyverseny   | nem ért célba   | nem ért célba |
| Jan Henriksen                                         | Mezőnyverseny   | nem ért célba   | nem ért célba |
| Tore Milsett                                          | Mezőnyverseny   | 4:15:13 (+0:36) | 17.           |
| Thorleif Andresen Arve Haugen Knut Knudsen Magne Orre | Csapat időfutam | 2:13:20 (+2:03) | 5.            |

### Pálya-kerékpározás
Időfutam
| Versenyző     | Versenyszám  | Idő     | Helyezés |
| ------------- | ------------ | ------- | -------- |
| Harald Bundli | Férfi egyéni | 1:09,72 | 18.      |

Üldözőversenyek
| Versenyző    | Versenyszám  | Selejtező | Selejtező | Negyeddöntő                  | Negyeddöntő | Negyeddöntő | Elődöntő                     | Elődöntő  | Elődöntő | Döntő                         | Döntő     | Helyezés |
| Versenyző    | Versenyszám  | Idő       | Hely.     | Ellenfél Idő                 | Saját idő   | Hely.       | Ellenfél Idő                 | Saját idő | Hely.    | Ellenfél Idő                  | Saját idő | Helyezés |
| ------------ | ------------ | --------- | --------- | ---------------------------- | ----------- | ----------- | ---------------------------- | --------- | -------- | ----------------------------- | --------- | -------- |
| Knut Knudsen | Férfi egyéni | 4:49,06   | 1.        | Luis Díaz (COL) · lekörözték | 4:47,43     | 1.          | Hans Lutz (FRG) · lekörözték | 4:45,57   | 1.       | Xaver Kurmann (SUI) · 4:51,96 | 4:45,74   |          |

## Kézilabda
| Norvég férfi kézilabdacsapat-játékoskeret                                                                                | Norvég férfi kézilabdacsapat-játékoskeret                                                                              |
| --- | --- |
| - Per Axel Ankre - Arnulf Bæk - Pål Bye - Pål Cappelen - Carl Graff-Wang - Inge Hansen - Torstein Hansen - Roger Hverven | - Ulf Magnussen - Jan Økseter - Sten Osther - Jon Reinertsen - Geir Røse - Per Søderstrøm - Harald Tyrdal - Finn Urdal |

### Eredmények
Csoportkör
C csoport
| Csapat              | M | Gy | D | V | G+ | G– | Gk | P |
| ------------------- | - | -- | - | - | -- | -- | -- | - |
| Románia (ROU)       | 3 | 3  | 0 | 0 | 46 | 37 | +9 | 6 |
| NSZK (FRG)          | 3 | 1  | 1 | 1 | 39 | 38 | +1 | 3 |
| Norvégia (NOR)      | 3 | 1  | 1 | 1 | 48 | 50 | –2 | 3 |
| Spanyolország (ESP) | 3 | 0  | 0 | 3 | 39 | 47 | –8 | 0 |

| 1972. augusztus 30. | Románia (ROU)    | 18 – 14 | Norvégia (NOR) |  |
| 1972. augusztus 30. | Gunesch, Gruia 6 | (11–10) | T. Hansen 4    |  |
| 1972. augusztus 30. |                  |         |                |  |

| 1972. szeptember 1. | NSZK (FRG) | 15 – 15 | Norvégia (NOR) |  |
| 1972. szeptember 1. | Bucher 7   | (7–8)   | Reinertsen 4   |  |
| 1972. szeptember 1. |            |         |                |  |

| 1972. szeptember 3. | Norvégia (NOR) | 19 – 17 | Spanyolország (ESP) |  |
| 1972. szeptember 3. | Reinertsen 5   | (10–4)  | Taure 6             |  |
| 1972. szeptember 3. |                |         |                     |  |

A 9–12. helyért
| 1972. szeptember 7. | Norvégia (NOR) | 19 – 17 | Japán (JPN) |  |
| 1972. szeptember 7. | T. Hansen 5    | (8–9)   | Arinaga 5   |  |
| 1972. szeptember 7. |                |         |             |  |

A 9. helyért
| 1972. szeptember 9. | Lengyelország (POL) | 20 – 23 | Norvégia (NOR) |  |
| 1972. szeptember 9. | Melcer 6            | (10–10) | T. Hansen 10   |  |
| 1972. szeptember 9. |                     |         |                |  |

| Csapat         | Helyezés |
| -------------- | -------- |
| Norvégia (NOR) | 9.       |

## Műugrás
Férfi
| Versenyző  | Versenyszám    | Selejtező | Selejtező | Döntő  | Döntő    |
| Versenyző  | Versenyszám    | Pont      | Helyezés  | Pont   | Helyezés |
| ---------- | -------------- | --------- | --------- | ------ | -------- |
| Roar Løken | Egyéni műugrás | 344,55    | 12.       | 514,92 | 10.      |

## Ökölvívás
| Versenyző         | Versenyszám  | Selejtező                  | 32-es főtábla                   | Nyolcaddöntő               | Negyeddöntő                   | Elődöntő          | Döntő             | Helyezés |
| Versenyző         | Versenyszám  | Ellenfél Eredmény          | Ellenfél Eredmény               | Ellenfél Eredmény          | Ellenfél Eredmény             | Ellenfél Eredmény | Ellenfél Eredmény | Helyezés |
| ----------------- | ------------ | -------------------------- | ------------------------------- | -------------------------- | ----------------------------- | ----------------- | ----------------- | -------- |
| Nils Dag Strømme  | Pehelysúly   | Gabriel Pometcu (ROU) · KO | kiesett                         | kiesett                    | kiesett                       | kiesett           | kiesett           | 33.      |
| Sven Erik Paulsen | Könnyűsúly   | erőnyerő                   | Gennady Dobrokhotov (URS) · RSC | Peter Hess (FRG) · KO      | Samuel Mbugua (KEN) · 1-4     | kiesett           | kiesett           | 5.       |
| Ketil Hodne       | Váltósúly    | Carlos Burga (PER) · 1-4   | kiesett                         | kiesett                    | kiesett                       | kiesett           | kiesett           | 33.      |
| Harald Skog       | Félnehézsúly |                            | erőnyerő                        | Seifu Mekonnen (ETH) · 5-0 | Gilberto Carrillo (CUB) · RSC | kiesett           | kiesett           | 5.       |

## Sportlövészet
Nyílt
| Versenyző           | Versenyszám                    | Pont | Helyezés |
| ------------------- | ------------------------------ | ---- | -------- |
| Thor-Øistein Endsjø | Gyorstüzelő pisztoly           | 586  | 17.      |
| John Rødseth        | Szabadpisztoly                 | 553  | 13.      |
| John H. Larsen, Jr. | Futócéllövészet                | 546  | 12.      |
| Tore Skau           | Futócéllövészet                | 526  | 25.      |
| Jens Nygård         | Sportpuska, fekvő              | 586  | 69.      |
| Helge Anshushaug    | Sportpuska, fekvő              | 592  | 40.      |
| Helge Anshushaug    | Sportpuska, összetett          | 1121 | 44.      |
| Helge Anshushaug    | Szabadpuska, összetett (300 m) | 1132 | 18.      |
| Bjørn Bakken        | Szabadpuska, összetett (300 m) | 1112 | 27.      |
| Bjørn Bakken        | Sportpuska, összetett          | 1129 | 35.      |

## Súlyemelés
| Versenyző       | Versenyszám | Nyomás   | Nyomás   | Szakítás                 | Szakítás                 | Lökés    | Lökés    | Összesen | Helyezés |
| Versenyző       | Versenyszám | Eredmény | Helyezés | Eredmény                 | Helyezés                 | Eredmény | Helyezés | Összesen | Helyezés |
| --------------- | ----------- | -------- | -------- | ------------------------ | ------------------------ | -------- | -------- | -------- | -------- |
| Tore Bjørnsen   | 75 kg       | 145,0    | 16.      | 130,0                    | 10.                      | 165,0    | 12.      | 440,0    | 10.      |
| Leif Jenssen    | 82,5 kg     | 172,5    | 1.       | 150,0                    | 1.                       | 185,0    | 3.       | 507,5    |          |
| Edgar Kjerran   | 110 kg      | 175,0    | 12.      | 140,0                    | 15.                      | 180,0    | 17.      | 495,0    | 16.      |
| Eivind Rekustad | 110 kg      | 180,0    | 7.       | érvényes kísérlet nélkül | érvényes kísérlet nélkül | kiesett  | kiesett  | kiesett  | kiesett  |

## Torna
Férfi
| Versenyző | Versenyszám      | Selejtező | Selejtező | Döntő    | Döntő    |
| Versenyző | Versenyszám      | Pontszám  | Helyezés  | Pontszám | Helyezés |
| --------- | ---------------- | --------- | --------- | -------- | -------- |
| Tore Lie  | Talaj            | 16,80     | 90.       | kiesett  | kiesett  |
| Tore Lie  | Ugrás            | 17,55     | 88.       | kiesett  | kiesett  |
| Tore Lie  | Korlát           | 17,35     | 84.       | kiesett  | kiesett  |
| Tore Lie  | Nyújtó           | 16,30     | 94.       | kiesett  | kiesett  |
| Tore Lie  | Gyűrű            | 16,90     | 83.       | kiesett  | kiesett  |
| Tore Lie  | Lólengés         | 17,70     | 45.       | kiesett  | kiesett  |
| Tore Lie  | Egyéni összetett | 102,60    | 81.       | kiesett  | kiesett  |

Női
| Versenyző                                                                             | Versenyszám      | Selejtező | Selejtező | Döntő    | Döntő    |
| Versenyző                                                                             | Versenyszám      | Pontszám  | Helyezés  | Pontszám | Helyezés |
| ------------------------------------------------------------------------------------- | ---------------- | --------- | --------- | -------- | -------- |
| Trine Andresen                                                                        | Talaj            | 17,15     | 96.       | kiesett  | kiesett  |
| Trine Andresen                                                                        | Ugrás            | 17,35     | 81.       | kiesett  | kiesett  |
| Trine Andresen                                                                        | Felemás korlát   | 15,70     | 114.      | kiesett  | kiesett  |
| Trine Andresen                                                                        | Gerenda          | 16,65     | 89.       | kiesett  | kiesett  |
| Trine Andresen                                                                        | Egyéni összetett | 66,85     | 104.**    | kiesett  | kiesett  |
| Sidsel Ekholdt                                                                        | Talaj            | 17,65     | 62.       | kiesett  | kiesett  |
| Sidsel Ekholdt                                                                        | Ugrás            | 17,40     | 78.       | kiesett  | kiesett  |
| Sidsel Ekholdt                                                                        | Felemás korlát   | 16,55     | 97.       | kiesett  | kiesett  |
| Sidsel Ekholdt                                                                        | Gerenda          | 16,75     | 79.       | kiesett  | kiesett  |
| Sidsel Ekholdt                                                                        | Egyéni összetett | 68,35     | 84.*      | kiesett  | kiesett  |
| Bente Hansen                                                                          | Talaj            | 17,25     | 90.       | kiesett  | kiesett  |
| Bente Hansen                                                                          | Ugrás            | 17,10     | 95.       | kiesett  | kiesett  |
| Bente Hansen                                                                          | Felemás korlát   | 17,20     | 80.       | kiesett  | kiesett  |
| Bente Hansen                                                                          | Gerenda          | 15,30     | 115.      | kiesett  | kiesett  |
| Bente Hansen                                                                          | Egyéni összetett | 66,85     | 104.**    | kiesett  | kiesett  |
| Unni Holmen                                                                           | Talaj            | 17,90     | 45.       | kiesett  | kiesett  |
| Unni Holmen                                                                           | Ugrás            | 17,75     | 52.       | kiesett  | kiesett  |
| Unni Holmen                                                                           | Felemás korlát   | 17,80     | 58.       | kiesett  | kiesett  |
| Unni Holmen                                                                           | Gerenda          | 17,15     | 54.       | kiesett  | kiesett  |
| Unni Holmen                                                                           | Egyéni összetett | 70,60     | 54.       | kiesett  | kiesett  |
| Jill Kvamme-Schau                                                                     | Talaj            | 17,80     | 53.       | kiesett  | kiesett  |
| Jill Kvamme-Schau                                                                     | Ugrás            | 17,30     | 84.       | kiesett  | kiesett  |
| Jill Kvamme-Schau                                                                     | Felemás korlát   | 17,70     | 62.       | kiesett  | kiesett  |
| Jill Kvamme-Schau                                                                     | Gerenda          | 16,80     | 75.       | kiesett  | kiesett  |
| Jill Kvamme-Schau                                                                     | Egyéni összetett | 69,60     | 65.       | kiesett  | kiesett  |
| Gro Sandberg                                                                          | Talaj            | 17,55     | 72.       | kiesett  | kiesett  |
| Gro Sandberg                                                                          | Ugrás            | 17,35     | 81.       | kiesett  | kiesett  |
| Gro Sandberg                                                                          | Felemás korlát   | 17,50     | 67.       | kiesett  | kiesett  |
| Gro Sandberg                                                                          | Gerenda          | 16,80     | 75.       | kiesett  | kiesett  |
| Gro Sandberg                                                                          | Egyéni összetett | 69,20     | 69.**     | kiesett  | kiesett  |
| Trine Andresen Sidsel Ekholdt Bente Hansen Unni Holmen Jill Kvamme-Schau Gro Sandberg | Csapat összetett |           |           | 346,80   | 14.      |

* - egy másik versenyzővel azonos eredményt ért el

** - két másik versenyzővel azonos eredményt ért el

## Úszás
Férfi
| Versenyző     | Versenyszám  | Előfutam | Előfutam | Előfutam | Elődöntő | Elődöntő | Elődöntő | Döntő   | Döntő    |
| Versenyző     | Versenyszám  | Idő      | Hely.    | Össz.    | Idő      | Hely.    | Össz.    | Idő     | Helyezés |
| ------------- | ------------ | -------- | -------- | -------- | -------- | -------- | -------- | ------- | -------- |
| Fritz Warncke | 100 m gyors  | 54,41    | 4.       | 22.*     | kiesett  | kiesett  | kiesett  | kiesett | kiesett  |
| Fritz Warncke | 200 m gyors  | 2:00,98  | 4.       | 31.      |          |          |          | kiesett | kiesett  |
| Sverre Kile   | 400 m gyors  | 4:20,86  | 5.       | 33.      |          |          |          | kiesett | kiesett  |
| Sverre Kile   | 400 m vegyes | 4:59,72  | 6.       | 29.      |          |          |          | kiesett | kiesett  |

Női
| Versenyző        | Versenyszám  | Előfutam | Előfutam | Előfutam | Elődöntő | Elődöntő | Elődöntő | Döntő   | Döntő    |
| Versenyző        | Versenyszám  | Idő      | Hely.    | Össz.    | Idő      | Hely.    | Össz.    | Idő     | Helyezés |
| ---------------- | ------------ | -------- | -------- | -------- | -------- | -------- | -------- | ------- | -------- |
| Grethe Mathiesen | 100 m gyors  | 1:01,47  | 4.       | 18.      | kiesett  | kiesett  | kiesett  | kiesett | kiesett  |
| Trine Krogh      | 200 m vegyes | 2:36,27  | 6.       | 37.      |          |          |          | kiesett | kiesett  |
| Trine Krogh      | 400 m vegyes | 5:25,08  | 5.       | 28.      |          |          |          | kiesett | kiesett  |

* - egy másik versenyzővel azonos időt ért el

## Vitorlázás
Nyílt
| Versenyző                                                   | Versenyszám     | Futam  | Futam | Futam | Futam  | Futam | Futam  | Futam  | Pontszám | Helyezés |
| Versenyző                                                   | Versenyszám     | 1      | 2     | 3     | 4      | 5     | 6      | 7      | Pontszám | Helyezés |
| ----------------------------------------------------------- | --------------- | ------ | ----- | ----- | ------ | ----- | ------ | ------ | -------- | -------- |
| Per Werenskiold                                             | Finn dingi      | 32,0   | 24,0  | 31,0  | 20,0   | 27,0  | (41,0) | 33,0   | 167,0    | 25.      |
| Bjørn Lofterød Odd Roar Lofterød                            | Csillaghajó     | (20,0) | 20,0  | 18,0  | 15,0   | 18,0  | 17,0   | 13,0   | 101,0    | 15.      |
| Aksel Gresvig Peder Lunde, Jr.                              | Tempest         | (22,0) | 15,0  | 8,0   | 14,0   | 3,0   | 13,0   | 17,0   | 70,0     | 6.       |
| Ole Christian Bendixen Ragnar Fjoran                        | Repülő hollandi | 29,0   | 21,0  | 21,0  | 20,0   | 13,0  | 5,7    | (30,0) | 109,7    | 14.      |
| Jan-Erik Aarberg Sven Gerner-Mathisen Theodor Sommerschield | Sárkányhajó     | (22,0) | 10,0  | 18,0  | 21,0   | 11,7  | 13,0   |        | 73,7     | 11.      |
| V. Harald Eirik Johannessen Rolf Lund                       | Soling          | 11,7   | 18,0  | 24,0  | (25,0) | 20,0  | 3,0    |        | 76,7     | 10.      |

## Vívás
Férfi
| Versenyző                                             | Versenyszám       | Selejtező | Selejtező | Selejtező | Selejtező            | Negyeddöntő | Negyeddöntő               | Elődöntő                           | Elődöntő                           | Döntő             | Döntő   | Helyezés    |
| Versenyző                                             | Versenyszám       | 1. kör | 1. kör    | 2. kör | 2. kör               | Negyeddöntő | Negyeddöntő               | Elődöntő                           | Elődöntő                           | Döntő             | Döntő   | Helyezés    |
| Versenyző                                             | Versenyszám       | Ellenfél Eredmény | Hely.     | Ellenfél Eredmény | Hely.                | Ellenfél Eredmény | Hely.                     | Ellenfél Eredmény                  | Hely.                              | Ellenfél Eredmény | Hely.   | Helyezés    |
| ----------------------------------------------------- | ----------------- | --- | --------- | --- | -------------------- | --- | ------------------------- | ---------------------------------- | ---------------------------------- | ----------------- | ------- | ----------- |
| Morten von Krogh                                      | Párbajtőr, egyéni | 6. csoport · Roland Losert (AUT) · 5-1 · Edward Bourne (GBR) · 5-5 · Alexandru Istrate (ROU) · 5-4 · Guillermo Saucedo (ARG) · 5-3 · Ali Sleiman (LIB) · 5-0     | 1.        | 8. csoport · Peter Lötscher (SUI) · 2-5 · François Jeanne (FRA) · 5-0 · Panajótisz Durákosz (GRE) · 5-4 · Jorge Castillejos (MEX) · 5-2 · Reinhard Münster (DEN) · 4-5 | 3.                   | 3. csoport · Hrihorij Krissz (URS) · 4-5 · Rolf Edling (SWE) · 2-5 · Kulcsár Győző (HUN) · 4-5 · François Jeanne (FRA) · 3-5 · Hans-Jürgen Hehn (FRG) · 4-5 | 6.                        | kiesett                            | kiesett                            | kiesett           | kiesett | helyezetlen |
| Ole Mørch                                             | Párbajtőr, egyéni | 8. csoport · Igor Valetov (URS) · 2-5 · Jacques Brodin (FRA) · 5-5 · Jerzy Janikowski (POL) · 4-5 · Robert Elliott (HKG) · 5-0 · Roberto Maldonado (PUR) · 5-0   | 4.        | 3. csoport · Henryk Nielaba (POL) · 4-5 · Hrihorij Krissz (URS) · 2-5 · Nicola Granieri (ITA) · 2-5 · Roland Losert (AUT) · 5-4 · Peter Askjær-Friis (DEN) · 5-5       | 4.                   | kiesett | kiesett                   | kiesett                            | kiesett                            | kiesett           | kiesett | helyezetlen |
| Jeppe Normann                                         | Párbajtőr, egyéni | 7. csoport · Horst Melzig (GDR) · 3-5 · François Jeanne (FRA) · 0-5 · Costică Bărăgan (ROU) · 4-5 · Daniel Feraud (ARG) · 4-5 · Yves Daniel Darricau (LIB) · 5-4 | 5.        | kiesett | kiesett              | kiesett | kiesett                   | kiesett                            | kiesett                            | kiesett           | kiesett | helyezetlen |
| Jan von Koss Claus Mørch, Jr. Ole Mørch Jeppe Normann | Párbajtőr, csapat | 1. csoport · Nagy-Britannia (GBR) · 9-7 · Libanon (LIB) · 13-3 · Franciaország (FRA) · 4-9                                                                       | 2.        | Ausztria (AUT) · 9-3 | Ausztria (AUT) · 9-3 | Franciaország (FRA) · 2-8 | Franciaország (FRA) · 2-8 | 5–6. helyért · Románia (ROU) · 5-9 | 5–6. helyért · Románia (ROU) · 5-9 | kiesett           | kiesett | 7.          |